# Resolució 1738 del Consell de Seguretat de les Nacions Unides
La Resolució 1738 del Consell de Seguretat de les Nacions Unides fou adoptada per unanimitat el 22 de desembre de 2006. Després de reafirmar les resolucions 1265 (1999), 1296 (2000), 1502 (2003) i 1674 (2006) sobre la protecció dels civils en els conflictes armats, el Consell va condemnar els atacs contra periodistes en situacions de conflicte.
El text va ser patrocinat per França i Grècia. L'aprovació de la Resolució 1738 va ser ben rebuda per grups de llibertat de mitjans com Reporters Sense Fronteres.

## Resolució

### Observacions
En el preàmbul de la resolució, el Consell de Seguretat va reafirmar la seva responsabilitat en el manteniment de la pau i la seguretat internacionals en virtut de la Carta de les Nacions Unides, i va reafirmar a més que les parts en conflictes armats eren responsables en la presa de mesures per protegir els civils. En aquest context, va recordar les Convencions de Ginebra i els Protocols I i II, amb especial atenció a les referències relatives a la protecció dels periodistes. També existien prohibicions en el dret internacional contra fer objectiu intencionat a civils en conflictes armats i els membres del Consell demanaven que es portessin davant la justícia els responsables dels atacs.
La resolució va reafirmar la necessitat d'una àmplia estratègia de prevenció de conflictes que tractés les causes del conflicte per protegir els civils. Va expressar la seva preocupació pels actes de violència contra periodistes, professionals de masses i personal associat, en violació del dret internacional humanitari. A més, el Consell va reconèixer que la qüestió de la protecció dels periodistes en el conflicte armat era "urgent i important".

### Actes
La resolució 1738 va condemnar els atacs a periodistes, mitjans de comunicació i personal associat, i va demanar que s'acabessin aquestes pràctique. Va declarar que aquest personal havia de ser considerat com a civil i havia de ser protegit i respectat. A més, els equips i instal·lacions utilitzats pels mitjans de comunicació també es consideraven objectes civils i, per tant, no eren objectiu de cap acció militar.
El Consell també va lamentar la incitació a la violència en els mitjans de comunicació, tot indicant que prendria més mesures contra les transmissions mediàtiques que incitaven genocidi, crims contra la humanitat i violacions del dret internacional humanitari. Totes les parts implicades en el conflicte havien de complir plenament les seves obligacions relatives a la protecció de civils en conflictes armats, inclòs el personal dels mitjans de comunicació.
Els membres del Consell van considerar que l'objectiu intencionat de civils i altres persones protegides en conflicte era una amenaça per a la pau i la seguretat internacionals i expressava la intenció de considerar noves mesures si calgués. Els Estats que no formaven part dels protocols addicionals dels convenis de Ginebra van ser convidats a formar-ne.